# Wiesław Cichy
Wiesław Cichy (ur. 3 marca 1957 w Strzelinie) – polski aktor filmowy, telewizyjny, teatralny i głosowy.

## Życiorys
Zadebiutował w 1977 na scenie Opolskiego Teatru Lalki i Aktora im. Alojzego Smolki w Szczęśliwym motylu Ireny Jurgielewiczowej w reż. Zygmunta Smandzika. W 1982 ukończył studia na Wydziale Lalkarskim PWST w Krakowie – Filia we Wrocławiu. W 1991 zdał egzamin eksternistyczny dla aktorów dramatu.
Związany był m.in. z Teatrem im. Jana Kochanowskiego w Opolu, Teatrem Współczesnym im. Edmunda Wiercińskiego we Wrocławiu, Teatrem Dramatycznym im. Jerzego Szaniawskiego w Wałbrzychu, Teatrem Współczesnym w Szczecinie, Teatrem Polskim we Wrocławiu.
Od 1 października 2017 aktor Wrocławskiego Teatru Współczesnego.

## Ważniejsze role[1]

### Filmy i seriale
- 1993: Jańcio Wodnik jako Umarlak
- 1999–2000: Czułość i kłamstwa jako mecenas Grzegorz Pestka
- 2004–2021 Pierwsza miłość jako młodszy inspektor, potem nadinspektor J. Butz, komendant Komendy Wojewódzkiej Policji we Wrocławiu
- 2009–2010: Tancerze jako Henryk Molenda, ojciec Doroty
- 2009 Zwerbowana miłość jako Jastrzębski
- 2010–2011: Barwy szczęścia jako profesor Mazur, wykładowca Magdy
- 2010: Nie ten człowiek jako dyrektor
- 2011–2013 Galeria jako Leszczyński
- 2011: Szpilki na Giewoncie jako burmistrz Zakopanego
- 2011: Układ warszawski jako naczelnik więzienia
- 2012: Lekarze jako ojciec Matyldy i Klary
- 2012: Sęp jako Bronisław Derkacz
- 2012–2015: Prawo Agaty jako sędzia Bukowski
- 2013: Czas honoru jako major Wolski
- 2014: Wataha jako generał Hupoł z Komendy Głównej SG
- 2014–2019: O mnie się nie martw jako prokurator Górecki
- od 2014: Policjantki i policjanci jako profos Adam Kobielak (od odc. 41)
- 2016: Jestem mordercą jako Pierwszy sekretarz
- 2016: Komisja morderstw jako archiwista IPN
- 2018: Drogi wolności jako kapitan Ambroziewicz
- 2018: Plagi Breslau jako oficer CBŚ
- 2018: Zabawa, zabawa jako Adam Leszczyński, prezes Izby Lekarskiej
- 2019: Komisarz Alex jako mecenas Adam Kleist
- 2019: Solid Gold jako minister
- 2020: 25 lat niewinności. Sprawa Tomka Komendy jako sędzia Nowiński
- 2020: Bez skrupułów jako minister
- 2020: Osiecka jako ubek
- 2020: Stulecie Winnych jako Jan Bartosiewicz, ojciec Pawła
- 2023: Święto ognia – tata Leny
- 2024: Gra z Cieniem jako Pułkownik UB Jakub Bartman

### Teatr Telewizji
- 1997: Człowiek, który był czwartkiem jako Buttons
- 2005: Rewizor jako Horodniczy
- 2005: Wschody i zachody miasta jako Jewgienij Kossobuckij, radziecki generałmajor
- 2009: Sprawa Dantona jako Danton

## Dubbing[4]
- 2007: Księżniczka słońca
- 2009: Włatcy móch: Ćmoki, czopki i mondzioły

## Nagrody[1]
- 1992: Wojewódzka Nagroda Artystyczna (Opole)
- 2006: Nagroda za rolę Józefa Rybka w przedstawieniu Mariusza Sieniewicza Wszystkim Zygmuntom między oczy w Teatrze Polskim we Wrocławiu na 5. Festiwalu Prapremier Teatralnych w Bydgoszczy
- 2007: Nagroda za rolę Tadka w przedstawieniu Osobisty Jezus w reż. Przemysława Wojcieszka z Teatru im. Heleny Modrzejewskiej w Legnicy na VII Festiwalu Dramaturgii Współczesnej „Rzeczywistość przedstawiona” w Zabrzu
- 2007: Wyróżnienie za rolę Tadka w przedstawieniu Osobisty Jezus w reż. Przemysława Wojcieszka w Teatrze im. Heleny Modrzejewskiej w Legnicy w XIII Ogólnopolskim Konkursie na Wystawienie Polskiej Sztuki Współczesnej
- 2008: Nagroda za pierwszoplanową role męską; za rolę Dantona w Sprawie Dantona w reż. Jana Klaty z Teatru Polskiego we Wrocławiu na 33. Opolskich Konfrontacjach Teatralnych „Klasyka polska”
- 2009 tytuł Najlepszego Aktora za rolę Dantona w spektaklu Sprawa Dantona w reż. Jana Klaty z Teatru Polskiego we Wrocławiu na Festiwalu Sztuk Przyjemnych i Nieprzyjemnych w Łodzi